# Kristaq Mitro
Kristaq Mitro (ur. 1 grudnia 1945 we Wlorze, zm. 3 kwietnia 2023) – albański reżyser i scenarzysta filmowy.

## Życiorys
W 1970 ukończył studia na wydziale dramatu Instytutu Sztuk w Tiranie. Po studiach rozpoczął pracę jako asystent reżysera w Studiu Filmowym Nowa Albania (alb. Kinostudio Shqipëria e Re), współpracując z Piro Milkanim.
Jako samodzielny reżyser zadebiutował w 1972 filmem dokumentalnym Basketbollistja nr. 10. Specjalizował się w filmach, przeznaczonych dla widowni dziecięcej. W 1975 rozpoczął ponad dwudziestoletnią współpracę z Ibrahimem Muçajem, z którym zrealizował serię filmów fabularnych. Był autorem scenariusza do filmu animowanego Djaloshi prej dëbore. W 1971 wystąpił w roli partyzanta w filmie Kur zbardhi nje dite. Jednym z ostatnich filmów w jego dorobku był dokument Haleluja o wizycie papieża Jana Pawła II w Albanii.
W 1976 i 1983 został wyróżniony nagrodami dla najlepszego reżysera na Festiwalu Filmu Albańskiego. W 1987 został uhonorowany przez władze Albanii tytułem Zasłużonego Artysty (alb. Artist i Merituar).
Prowadził zajęcia z reżyserii filmowej dla studentów Uniwersytetu Sztuk w Tiranie. Wchodził w skład komisji, zajmującej się selekcją albańskich filmów kandydujących do nagrody Amerykańskiej Akademii Filmowej.

## Filmy fabularne
- 1975: Dimri i fundit
- 1976: Tokë e përgjakur
- 1978: Nusja dhe shtetërrethimi
- 1979: Liri a vdekje
- 1981: Në prag të lirisë
- 1982: Njeriu i mirë
- 1983: Apasionata
- 1984: Duaje emrin tënd
- 1985: Enveri ynë
- 1987: Telefoni i një mëngjesi
- 1990: Një djalë edhe një vajzë

## Filmy dokumentalne
- 1972: Basketbollistja nr. 10 (Koszykarka nr. 10)
- 1973: Përse qajnë fëmijët (Dlaczego dzieci płaczą)
- 1973: Shtatori në trase (Wrzesień w drodze)
- 1974: Disiplina e pambukut (Dyscyplina bawełny)
- 1974: Para partizane
- 1974: Rruga e suksesit (Droga sukcesu)
- 1992: Haleluja